# Altynaj Asylmuratova
Altynaj Abduachimovna Asylmuratova (in russo Алтынай Абдуахимовна Асылмуратова?, in kazako Алтынай Абдуахимқызы Асылмұратова?, Altynaı Abduahimqyzy Asylmuratova; Almaty, 1º gennaio 1961) è un'ex ballerina e direttrice artistica russa di origine kazaka.

## Biografia
Nata in una famiglia di ballerini, Altynaj Asylmuratova ha studiato danza all'Accademia di danza Vaganova. Dopo il diploma, nel 1980 si è unita alla compagnia del Balletto Mariinskij (all'epoca balletto Kirov), di cui è stata solista per sette anni e poi prima ballerina per dodici dal 1987 al 1999. Nella compagnia ha danzato tutti i principali ruoli femminili del repertorio, tra cui Manon ne L'histoire de Manon, Odette ed Odile ne Il lago dei cigni, Kitri in Don Chisciotte, Nikiya ne La Bayadère, Aegina in Spartak, Medora ne Le Corsaire, Giulietta in Romeo e Giulietta, Masha ne Lo schiaccianoci, Tersicore nell'Apollo e Giselle nell'omonimo balletto. Nel 1983 è stata insignita del titolo di artista del popolo della Federazione Russa.
Nonostante gran parte della sua carriera come ballerina si sia svolta nell'Unione Sovietica, Asylmuratova ha ottenuto il successo anche sulle scene dell'Europa occidentale grazie alle sue numerose esibizioni come ospite in compagnie prestigiose. Tra il 1989 e il 1993 ha ballato regolarmente con il Royal Ballet, danzando, tra gli altri, i ruoli da protagonista nella Giselle di Peter Wright, nella Rajmonda di Rudol'f Nureev e nella Manon e Romeo e Giulietta di Kenneth MacMillan. Ha ottenuto grandi plausi di critica per la sua Odette e Odille nel Lago dei cigni, tanto da ottenere una candidatura al Laurence Olivier Award per l'eccellenza nella danza nel 1988. Per il balletto dell'Opéra di Parigi è stata Nikiya e ancora una volta Odette ed Odile negli allestimenti de La Bayadère e Il lago dei cigni coreografati da Nureev, mentre con il Ballet National de Marseille è stata un'apprezzata protagonista in Coppélia e Carmen.
Nel 1999, al culmine della sua carriera, ha dato l'addio alle scene per diventare maestra di balletto all'Accademia di danza Vaganova; l'anno successivo è stata promossa a direttrice artistica dell'accademia e ha ricoperto la carica ininterrottamente fino al 2013, quando è stata costretta a dimettersi dopo che il Ministero della cultura aveva nominato Nikolaj Ciskaridze rettore dell'istituto. Durante i suoi anni come direttrice dell'Accademia ha fatto anche da giurata per il Prix Benois de la Danse (nel 2002 e nel 2012) e del Prix de Lausanne (2003). Dal 2015 è la direttrice artistica del balletto dell'Astana Opera.